# Bryan Roy
Bryan Edward Steven Roy (* 12. Februar 1970 in Amsterdam) ist ein ehemaliger  niederländischer Fußballspieler. Er spielte für die Vereine Ajax Amsterdam, US Foggia, Nottingham Forest, Hertha BSC und NAC Breda.

## Spielerkarriere

### Ajax Amsterdam

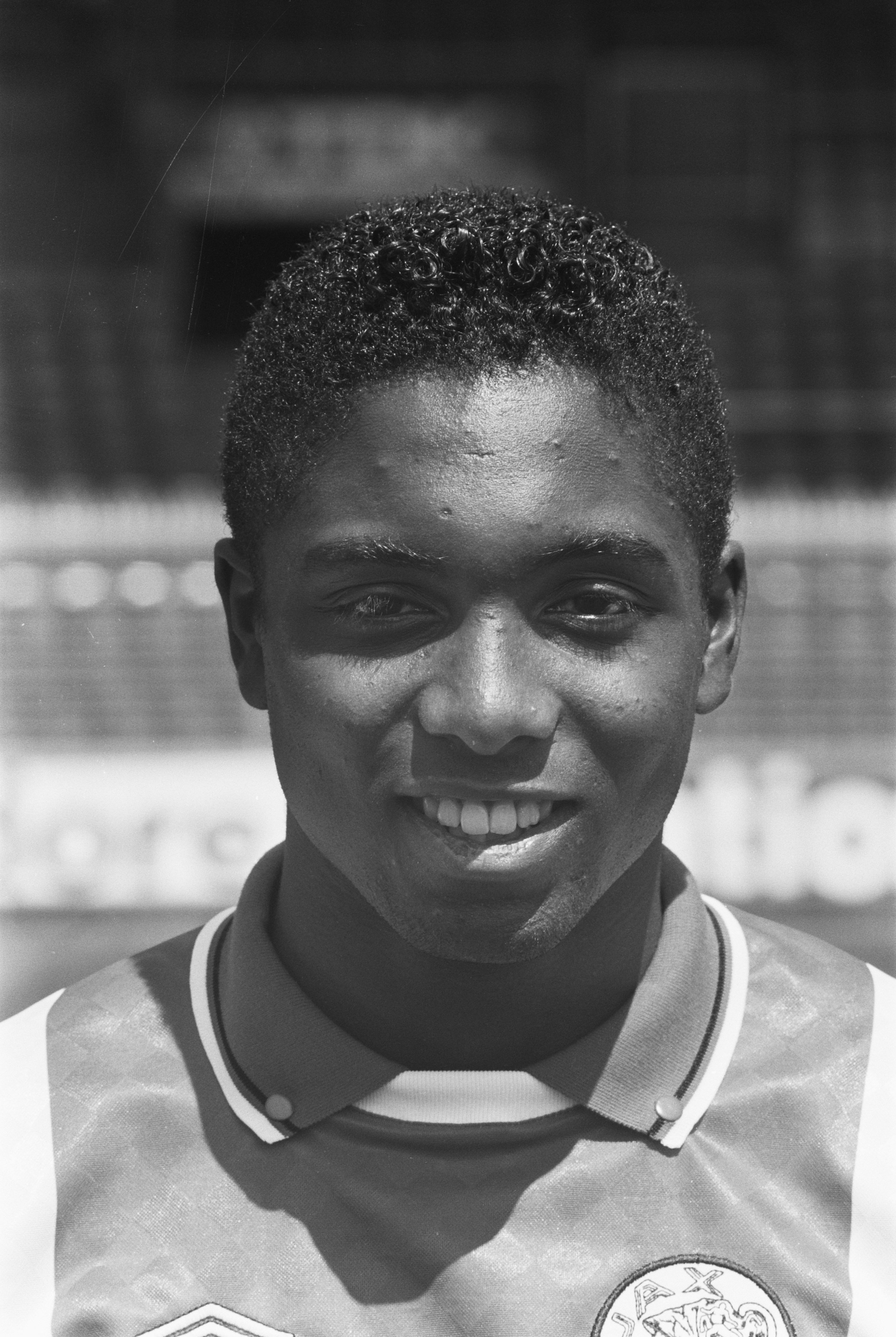
Bryan Roy (1989)

Bryan Roy begann 1987 seine Spielerlaufbahn beim niederländischen Rekordmeister Ajax Amsterdam. Trainer Leo Beenhakker setzte auf den jungen Nachwuchsspieler und so kam Roy bereits in seiner ersten Saison häufig zum Einsatz. 1989/90 gewann er mit seiner Mannschaft die niederländische Meisterschaft. Zur Saison 1991/92 übernahm Louis van Gaal den Trainerposten und führte Ajax in seiner ersten Spielzeit zum Sieg im UEFA-Pokal 1991/92, sodass Roy gemeinsam mit Mitspielern wie Danny Blind, Aron Winter und Dennis Bergkamp den größten Erfolg seiner Karriere erreichte. Nach der Saison wechselte er in die italienische Serie A zum von Zdeněk Zeman trainierten Verein US Foggia.

### US Foggia
Die italienische Serie A lockte in dieser Zeit die besten Spieler der Welt an. Auch US Foggia wollte sich mit internationalen Topspielern schmücken und verpflichtete daher den jungen niederländischen Nationalspieler. In der Serie A 1992/93 erreichte die Mannschaft die erst im vorletzten Jahr aufgestiegen war Platz 13. Die folgende Spielzeit führte zu einer leichten Verbesserung und einem neunten Tabellenplatz. Bryan Roy gelangen 12 Ligatore und er avancierte damit zum besten Torschützen seiner Mannschaft. Durch seine guten Leistungen hatte er auch den englischen Verein Nottingham Forest auf sich aufmerksam gemacht, der gerade wieder in die Premier League aufgestiegen waren. Roy wechselte für 2.900.000 Pfund auf die Insel.

### Nottingham Forest
Forest hatte nach dem Abstieg 1992/93 den direkten Wiederaufstieg geschafft. Auch in der Premier League 1994/95 konnte die Mannschaft mit guten Leistungen glänzen. Hinter Meister Blackburn Rovers und Vize Manchester United erreichte das Team aus Nottingham den dritten Rang. Roy erzielte in seinem ersten Jahr 13 Tore und wurde damit hinter Stan Collymore (22 Ligatore) zweitbester Torschütze seiner Mannschaft. Collymore wechselte am Saisonende für 8.500.000 Pfund zum FC Liverpool und hinterließ damit eine große Lücke. 1995/96 erreichte Forest in der Liga nur Platz 9, schaffte dafür im UEFA-Pokal 1995/96 den Einzug ins Viertelfinale. Roy (25 Ligaspiele/8 Tore) konnte seinen Erfolg von 1992 jedoch nicht wiederholen, denn Forest verlor in zwei Spielen deutlich gegen den FC Bayern München und schied aus. Umso enttäuschender verlief die Premier League 1996/97. Nottinghams Spieler blieben vieles schuldig und der Verein stieg am Saisonende als Tabellenletzter ab. Roy (8 Spiele/3 Tore) wechselte zur Spielzeit 1997/98 für 1.500.000 Pfund zum Bundesligaaufsteiger Hertha BSC.

### Hertha BSC
In seiner ersten Spielzeit bei den Berlinern belegte der Aufsteiger Platz 11 und konnte damit die Klasse halten. Die Saison 1998/99 sollte die Mannschaft sogar noch in höhere Sphären führen. Hertha landete am Saisonende auf dem dritten Platz und zog in die UEFA Champions League 1999/2000 ein. In der folgenden Spielzeit qualifizierte sich die Berliner für den UEFA-Pokal.
Als vermeintlicher Stareinkauf der Hertha im Sommer 1997 vorgestellt, konnte der 32fache niederländische Nationalspieler während seiner Zeit bei den Berlinern jedoch nie überzeugen.
Nach einer enttäuschenden ersten Spielzeit mit 22 Einsätzen und nur einem Tor, wurde er in seiner zweiten Saison bei der Berliner Hertha kaum noch berücksichtigt. Nur sieben Einsätze ohne Tor standen in der Spielzeit 1998/99 in seiner Bilanz. Seine Reservistenrolle bei der Hertha wurde er auch in seinem letzten Jahr nicht los und wechselte noch vor Ablauf seines Vertrages in der Winterpause der Spielzeit 2000/2001 zum niederländischen Erstligisten NAC Breda, wo er im Januar 2002 seine Karriere beendete.

### Niederländische Nationalmannschaft
Zwischen September 1989 und März 1995 spielte Bryan Roy 32-mal für die niederländische Nationalmannschaft und erzielte neun Tore. Er nahm an der WM 1990 (ohne Einsatz), der EM 1992 und der WM 1994 teil.

### Titel
- Niederländischer Meister 1990
- UEFA-Pokalsieger 1992